# Nazwy mieszkańców osad
Nazwy mieszkańców osad (miast i wsi) – we współczesnym języku polskim rzeczowniki generowane za pomocą odpowiednich przyrostków:
- -anin i -anka (np. szczecinianin, szczecinianka),
- -ak i -aczka (np. poznaniak, poznaniaczka).

Formy zawierające przyrostki -ak / -aczka mogą współwystępować z formami na -anin / -anka (np. warszawianin obok formy warszawiak). Nie wszystkie jednak formy są realizowane dokładnie według tego schematu, np. rzeszowianin, rzeszowianka; rzeszowiak, ale nie rzeszowiaczka (forma błędna). Formy na -ak odczuwane być mogą jako bardziej ludowe.
W historii języka polskiego zarejestrowano również formy zbudowane za pomocą przyrostka -czyk, stosowane w funkcji przezwiska (np. Krakowczyk, Lwowczyk; S. Urbańczyk:1991). Do dziś wiele z nich żywych jest jednak także bez takiego zabarwienia w funkcji nazw mieszkańców osad (berlińczyk, wiedeńczyk). Ponadto rozróżnia się poznańczyka jako „mieszkańca Poznania” i Poznańczyka jako „Wielkopolanina”.